# 聖アレクサンドル・ネフスキー勲章

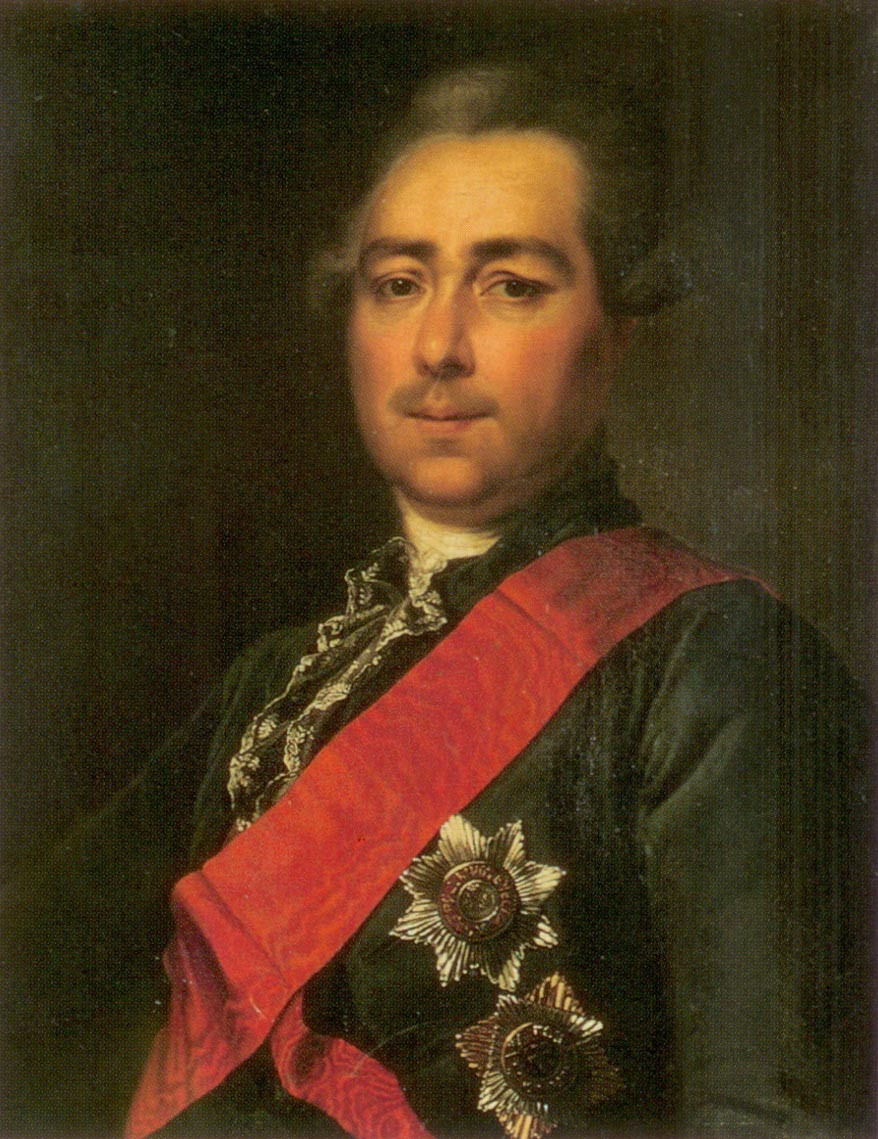
聖アレクサンドル・ネフスキー勲章を佩用するアレクサンドル・ヴォロンツォフ

聖大侯アレクサンドル・ネフスキー皇帝勲章（せいたいこうアレクサンドル・ネフスキーこうていくんしょう、ロシア語: Императорский орден Святого Благоверного Князя Александра Невского）は、ロシア帝国の勲章。女帝エカチェリーナ1世により創設され、1725年6月1日〈ユリウス暦5月21日〉に初授与された。聖使徒アンドレイ・ペルヴォズヴァーンヌィイ皇帝勲章と聖殉教者エカチェリーナ皇帝勲章に次ぐ序列3位の高位勲章だった。

## 歴史
聖アレクサンドル・ネフスキー勲章はもともと、ピョートル大帝（在位：1682年 – 1725年）が戦場での勇敢さに報いる栄典を構想したことに由来する。だが、勲章完成前に彼が死去したため、皇后にして次帝エカチェリーナ1世（在位：1725年 – 1727年）へ引き継がれることになった。当時の首都サンクトペテルブルクの守護聖人であるアレクサンドル・ネフスキーに因み、外国の侵略者からロシアを防衛した者へ贈られる勲章として、彼女の治世下で制定された。当初は、政治的あるいは軍事的に名誉ある功績を残した高名なロシア市民に対して授与されていた。
聖アレクサンドル・ネフスキー勲章が初めて授与されたのは、1725年に行われたロシア大公女アンナ・ペトロヴナとシュレースヴィヒ＝ホルシュタイン＝ゴットルプ公爵カール・フリードリヒの婚礼でのことである。この時には12人の参列者へ勲章が贈られたが、その地位は間もなく聖アンドレイ勲章や聖エカチェリーナ勲章よりも低下した。エカチェリーナ1世はその状態に不満を感じており、彼女は自分で受章者を決めるためにも、1725年9月までに自ら聖アレクサンドル・ネフスキー勲章を受けている。
聖アレクサンドル・ネフスキー勲章は最高の敬意を以て受け入れられるため、原則として中将以上の軍人か同等の地位にある政治家以外には授与されなかった。ロシア帝国市民以外では、大隈重信、ポーランド王国およびリトアニア大公国の国王アウグスト2世や、デンマーク＝ノルウェーの国王フレデリク4世に贈られている。

## 精神
聖アレクサンドル・ネフスキー勲章は、1917年のロシア革命によって、ロシア帝国における全ての勲章や栄典とともに廃止された。
1942年、ソビエト連邦は軍事勲章として、より世俗的なアレクサンドル・ネフスキー勲章の名で復活させた。しかし、この勲章も1991年のソビエト連邦の崩壊とともに事実上廃止された。2010年、ロシア大統領令により、ソ連時代の名を引き継ぐアレクサンドル・ネフスキー勲章が改めて制定された。ソ連時代はより軍事的性質を持っていたアレクサンドル・ネフスキー勲章だったが、ロシア連邦下では帝政時代の意匠を引き継ぐ形で復活している。
なお、聖アレクサンドル・ネフスキー勲章は完全に廃止されたわけではない。かつてロシア帝国を統治したホルシュタイン＝ゴットルプ＝ロマノフ家の家長であり、ロシア大公女を称するマリヤ・ウラジーミロヴナ・ロマノヴァは、ロシア女帝の名の下に聖アレクサンドル・ネフスキー勲章を授与し続けている。しかしながらこの行為は、彼女がホルシュタイン＝ゴットルプ＝ロマノフ家の家長であるかどうかも含め、他のロマノフ家の構成員から異議が唱えられている。
2010年、サンクトペテルブルクおよびモスクワの研究者によって、帝政時代に聖アレクサンドル・ネフスキー勲章を受章した人物全員の名が割り出された。その際出版された本によれば、1725年から1917年までに、この勲章を受章した人物は3,674人に上る。

## ギャラリー

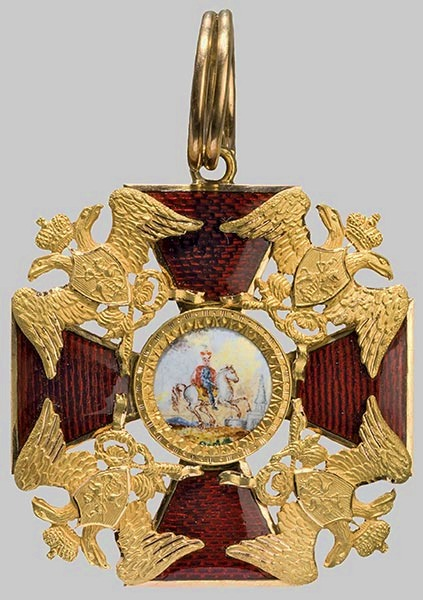
1820年から1830年頃の聖アレクサンドル・ネフスキー勲章
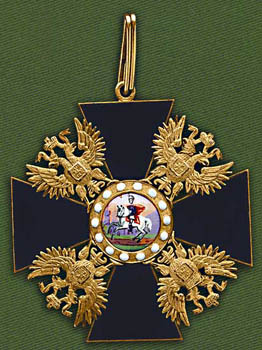
1865年頃の聖アレクサンドル・ネフスキー勲章
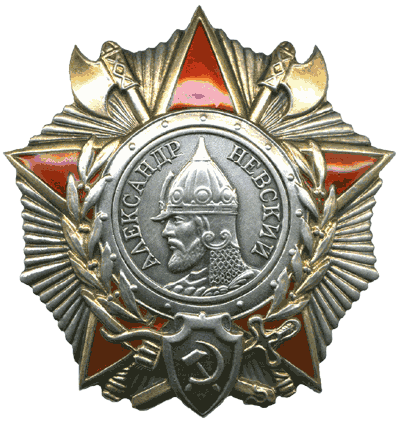
ソ連時代のアレクサンドル・ネフスキー勲章
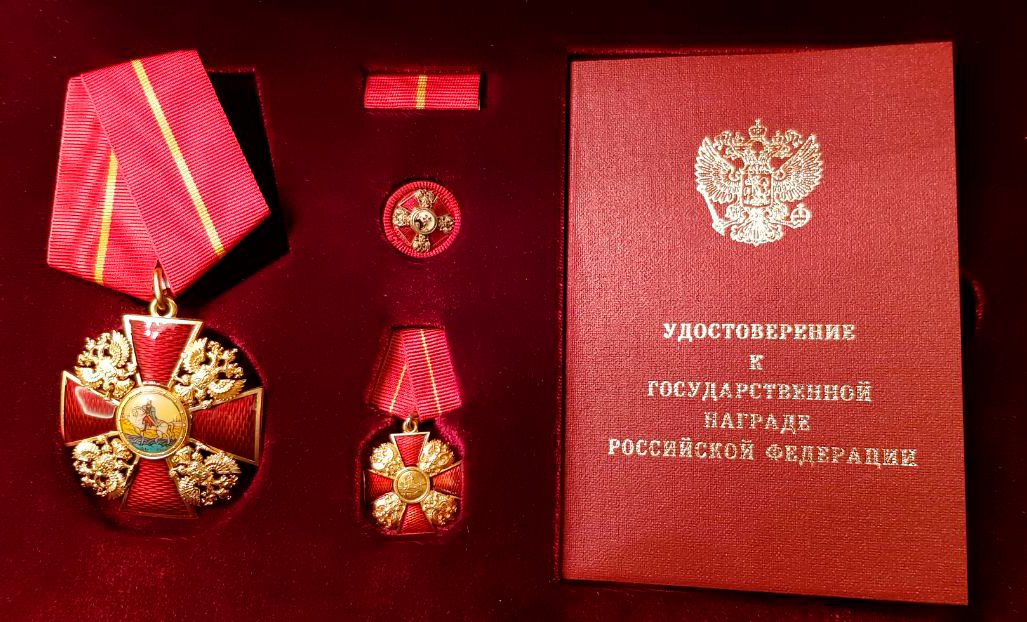
現行（ロシア連邦）のアレクサンドル・ネフスキー勲章